# Championnats d'Europe de roller de vitesse 2021
Navigation
Édition précédente Édition suivante
Les championnats d'Europe de roller course 2021, ont eu lieu du 18 au 25 juillet 2021 à Estarreja au Portugal.

## Podiums

### Femmes
| Épreuves                    | Or                                                                     | Argent                                                               | Bronze                                                        |
| Piste                       | Piste                                                                  | Piste                                                                | Piste                                                         |
| --------------------------- | ---------------------------------------------------------------------- | -------------------------------------------------------------------- | ------------------------------------------------------------- |
| 200 m c.l.m                 | Mathilde Pédronno                                                      | Laethisia Schimek                                                    | Asja Varani                                                   |
| 500 m sprint                | Mathilde Pédronno                                                      | Laethisia Schimek                                                    | Linda Rossi                                                   |
| 1 000 m sprint              | Marie Dupuy                                                            | Laethisia Schimek                                                    | Ana Humanes Fernández                                         |
| 10 000 m points-élimination | Linda Rossi                                                            | Marine Lefeuvre                                                      | Josie Hofmann                                                 |
| 10 000 m élimination        | Linda Rossi                                                            | Marine Lefeuvre                                                      | Marie Dupuy                                                   |
| 3 000 m relais              | Allemagne Josie Hofmann Larissa Gaiser Angelina Otto Laethisia Schimek | France Mathilde Pédronno Marine Lefeuvre Marie Dupuy Alison Bernardi | Italie Linda Rossi Giorgia Bormida Luisa Woolaway Asja Varani |
| Route                       |                                                                        |                                                                      |                                                               |
| 100 m c.l.m                 | Mathilde Pédronno                                                      | Alice Fracassetto                                                    | Maelle Laune                                                  |
| un tour de sprint           | Mathilde Pédronno                                                      | Laethisia Schimek                                                    | Linda Rossi                                                   |
| 10 000 m points             | Marine Lefeuvre                                                        | Josie Hofmann                                                        | Federica Di Natale                                            |
| 15 000 m élimination        | Marie Dupuy                                                            | Josie Hofmann                                                        | Linda Rossi                                                   |
| Longue distance             |                                                                        |                                                                      |                                                               |
| 42 195 m                    | Marine Lefeuvre                                                        | Josie Hofmann                                                        | Katharina Rumpus                                              |

### Hommes
| Épreuves                    | Or                                                                       | Argent                                                                | Bronze                                                           |
| Piste                       | Piste                                                                    | Piste                                                                 | Piste                                                            |
| --------------------------- | ------------------------------------------------------------------------ | --------------------------------------------------------------------- | ---------------------------------------------------------------- |
| 200 m c.l.m                 | Duccio Marsili                                                           | Gwendal Le Pivert                                                     | Simon Albrecht                                                   |
| 500 m sprint                | Gwendal Le Pivert                                                        | Simon Albrecht                                                        | Duccio Marsili                                                   |
| 1 000 m sprint              | Duccio Marsili                                                           | Gwendal Le Pivert                                                     | Giuseppe Bramante                                                |
| 10 000 m points-élimination | Diogo Marreiros                                                          | Martin Ferrié                                                         | Felix Rijhnen                                                    |
| 10 000 m élimination        | Diogo Marreiros                                                          | Jason Suttels                                                         | Martin Ferrié                                                    |
| 3 000 m relais              | Italie Giuseppe Bramante Duccio Marsili Daniele Di Stefano Danny Sargoni | Espagne Nil Llop Izquierdo Patxi Peula Rafael Heredia Daniel Milagros | Pays-Bas Rémon Kwant Luc Ter Haar Marc Middelkoop Ruurd Dijkstra |
| Route                       |                                                                          |                                                                       |                                                                  |
| 100 m c.l.m                 | Ioseba Fernandez                                                         | Vincenzo Maiorca                                                      | João Afonso                                                      |
| un tour de sprint           | Duccio Marsili                                                           | Yvan Sivilier                                                         | Rémon Kwant                                                      |
| 10 000 m points             | Diogo Marreiros                                                          | Patxi Peula                                                           | Nolan Beddiaf                                                    |
| 15 000 m élimination        | Diogo Marreiros                                                          | Giuseppe Bramante                                                     | Daniele di Stefano                                               |
| Longue distance             |                                                                          |                                                                       |                                                                  |
| 42 195 m                    | Nolan Beddiaf                                                            | Daniele di Stefano                                                    | Felix Rijhnen                                                    |

### Mixtes
| Épreuves                | Or                                   | Argent                        | Bronze                        |
| Piste                   | Piste                                | Piste                         | Piste                         |
| ----------------------- | ------------------------------------ | ----------------------------- | ----------------------------- |
| 500 m sprint par équipe | Alison Bernardi & Valentin Thiebault | Lianne Van Loon & Rémon Kwant | Josie Hofmann & Camilo Acosta |

## Tableau des médailles
- Pays organisateur

| Rang  | Nation    | Or | Argent | Bronze | Total |
| ----- | --------- | -- | ------ | ------ | ----- |
| 1     | France    | 11 | 7      | 4      | 22    |
| 2     | Italie    | 6  | 4      | 9      | 19    |
| 3     | Portugal  | 4  | 0      | 1      | 5     |
| 4     | Allemagne | 1  | 8      | 6      | 15    |
| 5     | Espagne   | 1  | 2      | 1      | 4     |
| 6     | Pays-Bas  | 0  | 1      | 2      | 3     |
| 7     | Belgique  | 0  | 1      | 0      | 1     |
| Total | Total     | 23 | 23     | 23     | 69    |

## Sources
- Résultats des Championnats d'Europe, sur le site RollerEnLigne.com.